# Sleep (Earl-Lebieg-Lied)
Sleep ist ein Popsong, den Earl Burtnett und Adam Geibel unter dem gemeinsamen Pseudonym Earl Lebieg verfassten und 1924 veröffentlichten.

## Hintergrund
Den Burtnett-Geibel-Walzer Sleep verwendeten Fred Warings Pennsylvanians zum Abschluss ihrer Auftritte. Mit ihrer Plattenaufnahme des Songs waren sie erfolgreich in den US-Charts. Auch Ben Selvins Aufnahme (Vocalion 15695) machte den Song in den Vereinigten Staaten populär.

## Erste Aufnahmen und spätere Coverversionen
Zu den weiteren Musikern, die den Song ab Ende 1923 coverten, gehörten Smith Ballew (Melotone),  Ernest L. Stevens (Edison 51292), Jan Garber and His Orchestra (Decca),  Josephine Bradley and Her Ballroom Orchestra (Decca), in Berlin  Béla Dajos (Odeon 50224) und Alex Hyde New York Orchestra (Vox). Auch Paul Godwin (Grammophon 19 289, Matr. 1090 av) und Efim Schachmeister (als Orchestre de danse 'Efim Schachmeister auf Reneyphone F 40 492, Matr. 1151 at) nahmen den Titel auf, letzterer sogar in der Walzerfassung.
Benny Carter und Les Paul (Capitol) verschafften dem Song 1940 bzw. 1953 ein kleines Comeback.
Der Diskograf Tom Lord listet im Bereich des Jazz circa 100 (Stand 2016) Coverversionen, u. a. von Clark Terry and His Section Eights (V-Disc 783), Earl Bostic, Urbie Green and His 6-Tet, Peter Appleyard, Boots Randolph, Sid Catlett/Ben Webster, Terry Gibbs, Frankie Carle, Buddy Rich und Calvin Jackson. Auch Billy Vaughn, Chet Atkins (RCA 1961) und Pat Boone und coverten den Song, mit dem Little Willie John (King 45-5394) 1961 #10 der amerikanischen R&B Charts und #13 der Popcharts erreichte.